# Bernard Freyberg
Tenente-General Bernard Cyril Freyberg, 1º Barão Freyberg, VC, GCMG, KCB, KBE, DSO & Três Barras (21 de março de 1889–4 de julho de 1963) foi um soldado neozelandês nascido na Grã-Bretanha e ganhador da Cruz Vitória, que serviu como 7º governador-geral da Nova Zelândia de 1946 a 1952.
Freyberg serviu como oficial do Exército Britânico durante a Primeira Guerra Mundial. Ele participou dos desembarques na praia durante a campanha de Galípoli e foi o mais jovem general do Exército Britânico durante a Primeira Guerra Mundial, servindo mais tarde na Frente Ocidental, onde foi condecorado com a Cruz Vitória e três Ordens de Serviços Distintos, tornando-o um dos soldados do Império Britânico mais condecorados da Primeira Guerra Mundial. Ele gostava de estar no meio da ação: Winston Churchill o chamava de "a Salamandra" devido à sua habilidade de passar ileso pelo fogo.
Durante a Segunda Guerra Mundial, comandou a Força Expedicionária da Nova Zelândia na Batalha de Creta, na campanha do Norte de África e na campanha da Itália. Freyberg esteve envolvido na derrota dos Aliados na Batalha da Grécia, foi derrotado novamente como comandante Aliado na Batalha de Creta e atuou com sucesso nos combates no Norte da África, comandando a 2ª Divisão da Nova Zelândia, inclusive durante a Segunda Batalha de El Alamein e na campanha subsequente da Tunísia.
Na Itália, ele foi derrotado novamente na Segunda Batalha de Cassino como comandante de corpo de exército, mas depois substituiu Pádua e Veneza e foi um dos primeiros a entrar em Trieste, onde confrontou os guerrilheiros iugoslavos de Josip Broz Tito. No final da Segunda Guerra Mundial, Freyberg passou dez anos e meio lutando contra os alemães.

## Biografia

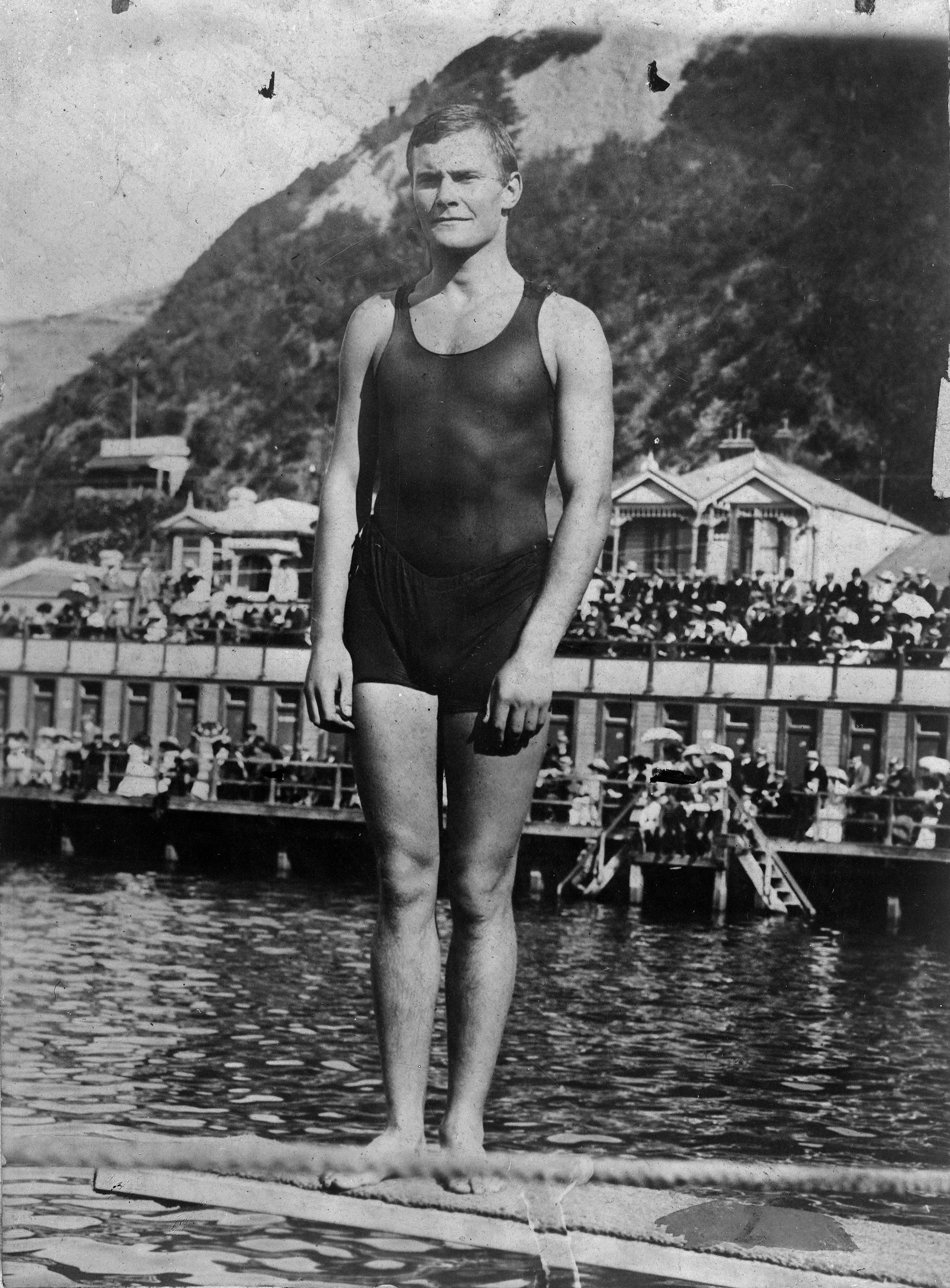
Bernard Freyberg c. 1904. em Te Aro Baths, agora a piscina pública Freyberg Pool

O mais novo de cinco filhos, todos meninos, Freyberg nasceu em 8 Dynevor Road, Richmond, Surrey, filho de James Freyberg e sua segunda esposa, Julia (nascida Hamilton) era de ascendência parcial austríaca-alemã.   Ele se mudou para a Nova Zelândia com seus pais aos dois anos de idade. 
Ele frequentou o Wellington College de 1897 a 1904.  Um forte nadador, ele venceu o campeonato de 100 jardas da Nova Zelândia em 1906 e 1910.
Em 22 de maio de 1911, Freyberg obteve registro formal como dentista. Ele trabalhou como dentista assistente em Morrinsville e mais tarde exerceu a profissão em Hamilton e Levin. Enquanto estava em Morrinsville, ele foi convidado a assumir um cargo de subalterno na unidade local do Exército Territorial, mas não conseguiu obter a comissão do rei.
Freyberg deixou a Nova Zelândia em março de 1914. Um artigo da revista Life de 1942 afirma que Freyberg foi para São Francisco e México nessa época e foi capitão de Pancho Villa durante a Revolução Mexicana. 
Ao saber da eclosão da guerra na Europa em agosto de 1914, ele viajou para a Grã-Bretanha via Los Angeles (onde ganhou uma competição de natação) e Nova Iorque (onde ganhou uma luta de boxe), para ganhar dinheiro para cruzar os Estados Unidos e o Atlântico.

## Primeira Guerra Mundial
Imediatamente após a eclosão da Primeira Guerra Mundial, Freyberg foi para a Inglaterra e se ofereceu para servir. GS Richardson providenciou para que ele se juntasse ao 7º Batalhão "Hood" da Brigada Naval Real, e ele esteve na frente belga em setembro de 1914. No final de 1914, Freyberg conheceu Winston Churchill, então Primeiro Lorde do Almirantado, e o convenceu a conceder-lhe uma comissão da Reserva Real Naval Voluntária no Batalhão 'Hood', parte da 2ª Brigada (Real Naval) da recém-constituída Divisão Naval Real. 
Em abril de 1915, Freyberg envolveu-se na campanha dos Dardanelos. Na noite de 24 de abril, durante os desembarques iniciais das tropas aliadas após a tentativa naval fracassada de forçar o estreito por mar, Freyberg voluntariou-se para nadar até à costa do Golfo de Saros. Uma vez em terra, ele começou a acender sinalizadores para distrair as forças turcas de defesa dos desembarques reais que ocorriam em Galípoli . Apesar de ter sido alvo de forte fogo turco, ele retornou em segurança desta excursão e recebeu a Ordem de Serviço Distinto (DSO).  Ele recebeu ferimentos graves em várias ocasiões e deixou a península quando sua divisão foi evacuada em janeiro de 1916.

### Cruz Vitória
Em maio de 1916, Freyberg foi transferido para o Exército Britânico como capitão do Regimento da Rainha (Royal West Surrey). No entanto, ele permaneceu no Batalhão "Hood" como major temporário destacado e foi com eles para a França.

Durante as fases finais da Batalha do Somme, quando comandava um batalhão como tenente-coronel temporário, destacou-se tanto na captura da vila de Beaucourt que foi condecorado com a Victoria Cross (VC). Em 13 de novembro de 1916 em Beaucourt-sur-Ancre, França, depois que o batalhão de Freyberg realizou o ataque inicial através do sistema de trincheiras da frente do inimigo, ele reuniu e reformou seus próprios homens muito desorganizados e alguns outros, e os liderou num assalto bem-sucedido ao segundo objetivo, durante o qual sofreu dois ferimentos, mas permaneceu no comando e manteve-se firme durante todo o dia e na noite seguinte. Quando reforçado na manhã seguinte, atacou e capturou uma aldeia fortemente fortificada, fazendo 500 prisioneiros. Embora ferido mais duas vezes, a segunda vez gravemente, Freyberg recusou-se a deixar a linha até dar instruções finais. A citação completa do prêmio, publicada no The London Gazette em dezembro de 1916, descreve os eventos da seguinte forma:
Pela bravura mais notável e liderança brilhante como Comandante de Batalhão.
Por sua esplêndida bravura pessoal, ele conduziu o ataque inicial diretamente através do sistema de trincheiras da frente inimiga. Devido à névoa e ao fogo pesado de todos os tipos, o comando do Tenente-Coronel Freyberg ficou muito desorganizado após a captura do primeiro objetivo. Ele pessoalmente reuniu e reformou seus homens, incluindo homens de outras unidades que haviam se misturado.
Ele inspirou a todos com seu próprio desprezo pelo perigo. Na hora marcada, ele liderou seus homens no ataque bem-sucedido ao segundo objetivo – muitos prisioneiros sendo capturados.
Durante este avanço ele foi ferido duas vezes. Ele novamente reuniu e reformou todos os que estavam com ele e, embora sem apoio em uma posição muito avançada, manteve sua posição pelo resto do dia e durante toda a noite, sob artilharia pesada e fogo de metralhadora. Quando reforçado na manhã seguinte, organizou o ataque a uma aldeia fortemente fortificada e deu um belo exemplo de coragem ao liderar pessoalmente o ataque, capturando a aldeia e quinhentos prisioneiros. Nesta operação ele foi novamente ferido.
No final da tarde, ele foi novamente ferido gravemente, mas recusou-se a deixar a linha até dar instruções finais.

A personalidade, o valor e o total desprezo pelo perigo por parte deste único Oficial permitiram que o alojamento no objetivo mais avançado do Corpo fosse mantido de forma permanente, e neste ponto d'appui a linha acabou sendo formada.
Durante seu tempo na Frente Ocidental, Freyberg continuou a liderar pelo exemplo. A sua liderança ousada teve um custo: Freyberg recebeu nove ferimentos durante o seu serviço em França, e os homens que serviram com ele mais tarde na sua carreira disseram que dificilmente uma parte do seu corpo não tinha cicatrizes.
Freyberg foi promovido ao posto de brigadeiro-general temporário  (embora ainda tivesse o posto permanente de único capitão)  e assumiu o comando da 173rd (3/1st London) Brigade, parte da 58ª Divisão (2/1 Londres), em abril de 1917, o que supostamente fez dele o mais jovem oficial general do Exército Britânico.  Ele foi premiado com o Companheiro da Ordem de São Miguel e São Jorge no mesmo ano. Em setembro, uma bomba explodindo a seus pés causou o pior de seus muitos ferimentos. Quando retomou o serviço em janeiro de 1918, comandou a 88ª Brigada da 29ª Divisão,  atuando com distinção durante as ofensivas alemãs de primavera de março-abril de 1918. Ele ganhou uma barra para seu DSO em setembro daquele ano.
Freyberg encerrou a guerra liderando um esquadrão de cavalaria destacado da 7ª Guarda Dragão para tomar uma ponte em Lessines, o que foi alcançado um minuto antes da entrada em vigor do armistício de 11 de novembro de 1918, valendo-lhe assim uma segunda barra no DSO. Ao final da guerra, Freyberg adicionou a Croix de Guerre francesa ao seu nome, além de receber cinco menções em despachos após sua fuga em Saros. Com seu VC e três DSOs, ele foi classificado entre os soldados mais condecorados do Império Britânico na Primeira Guerra Mundial.

## Entreguerras
No início de 1919, Freyberg recebeu uma comissão do Exército Regular na Grenadier Guards e se estabeleceu como soldado em tempos de paz, bem como em tentativas de nadar no Canal da Mancha.  Ele frequentou o Staff College, Camberley, de 1920 a 1921. De 1921 a 1925 foi oficial de estado-maior no quartel-general da 44ª Divisão (condados de origem). Ele sofreu problemas de saúde decorrentes de seus muitos ferimentos e, como parte de sua convalescença, visitou a Nova Zelândia em 1921.
Em 14 de junho de 1922 ele se casou com Barbara McLaren (filha de Sir Herbert e Dame Agnes Jekyll, e viúva do honorável Francis McLaren) em St Martha on the Hill, em Surrey. Barbara teve dois filhos do casamento anterior; ela e Freyberg mais tarde tiveram um filho, Paul (1923–1993).
Nas eleições gerais de 1922, ele concorreu sem sucesso (ficando em segundo lugar) como candidato liberal por Cardiff South.
| Partido            | Candidato              | Votos     | %    | ±%    |
| ------------------ | ---------------------- | --------- | ---- | ----- |
| Unionista          | Sir James Herbert Cory | 7,929     | 36.4 | -12.0 |
| Liberal            | Bernard Cyril Freyberg | 6,996     | 32.2 | +7.0  |
| Trabalhista        | David Graham Pole      | 6,831     | 31.9 | -5.6  |
| Maioria            | Maioria                | 933       | 4.2  | -17.9 |
| Participação       | Participação           | 21,756    | 74.9 | +17.1 |
| Controle Unionista | Controle Unionista     | Oscilação | -9.5 |       |

Ele representou a Nova Zelândia no Comitê Olímpico Internacional em 1928–30. Promovido ao posto permanente de major em 1927 (tendo sido capitão substantivo desde 1916), ele ocupou um cargo de estado-maior GSO2 no Quartel-General do Comando Oriental até fevereiro de 1929, quando foi transferido para o Regimento de Manchester e promovido a tenente-coronel ao ser nomeado para comandar o 1º Batalhão do Regimento de Manchester.
Em março de 1931 foi promovido a coronel (com antiguidade retroativa a 1922)  e foi nomeado Intendente Geral Adjunto do Comando Sul. Em 1933, ele escreveu A Study of Unit Administration, que se tornou um livro-texto da faculdade sobre logística de quartel-mestre; teve uma segunda edição em 1940.
Em setembro de 1933, ele mudou para um posto GSO1 no Ministério da Guerra antes de ser promovido a major-general em julho de 1934. Com esta promoção, aos 45 anos, parecia encaminhar-se para os mais altos escalões do exército. No entanto, exames médicos antes de ser destacado para a Índia revelaram um problema cardíaco. Apesar dos grandes esforços para superar isso, Freyberg, que foi nomeado Companheiro da Ordem do Banho em 1936, foi obrigado a se aposentar em 16 de outubro de 1937.  

## Segunda Guerra Mundial

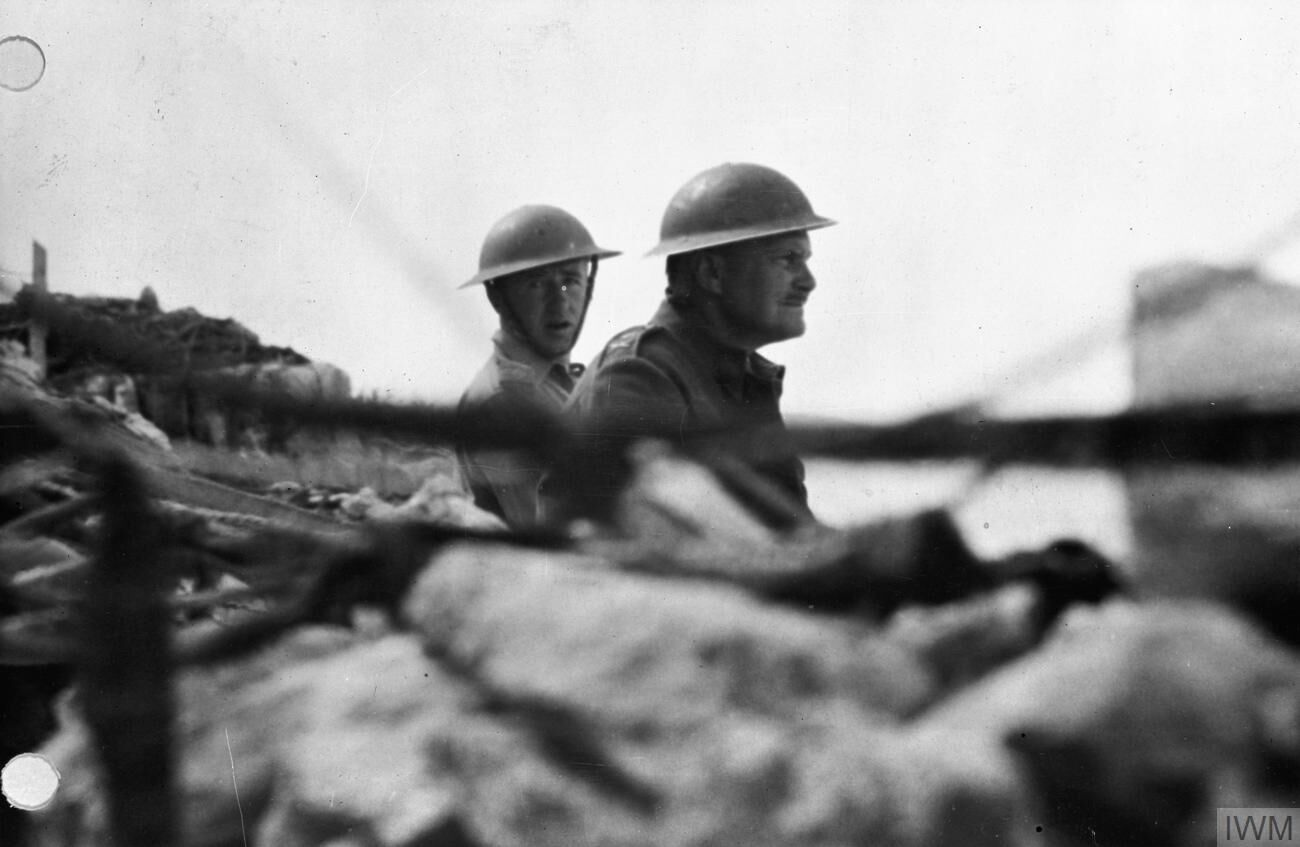
Freyberg (à direita) durante a Batalha de Creta, maio de 1941

O Exército Britânico classificou Freyberg como inapto para o serviço ativo em 1937. Após a eclosão da guerra em setembro de 1939, ele retornou à sua lista ativa em dezembro como major-general especialmente contratado. Ao ser abordado pelo Governo da Nova Zelândia, Freyberg, então comandante da Área da Planície de Salisbury, no Reino Unido, ofereceu seus serviços e foi nomeado comandante da 2ª Força Expedicionária da Nova Zelândia e da 2ª Divisão da Nova Zelândia.  
De acordo com a carta de Freyberg, ele era responsável apenas perante o governo da Nova Zelândia e, como tal, tinha permissão para tomar decisões para proteger os neozelandeses sob seu comando. Isto permitiu-lhe, por vezes, contornar os seus comandantes superiores e consultar diretamente com Peter Fraser, o primeiro-ministro da Nova Zelândia, sobre certas questões.  Ele também insistiu que sua divisão lutasse como uma formação completa e não fosse dividida em grupos de brigadas ou menores. Isto o colocou em conflito com seus comandantes seniores nos primeiros anos da guerra, principalmente com o General Sir Archibald Wavell, então Comandante-em-Chefe no Oriente Médio, onde a divisão, que começou a sair de casa no início de 1940, começou a concentrado. 
No caos da retirada da Batalha da Grécia em 1941, Churchill deu a Freyberg o comando das forças aliadas durante a Batalha de Creta.  Embora instruído a evitar um ataque aéreo, permaneceu obcecado com a possibilidade de um pouso naval e baseou nela sua tática, negligenciando a defesa adequada do campo de aviação de Maleme, ignorando as mensagens de inteligência do ULTRA, que mostravam que o ataque vinha por via aérea. No entanto, muitas fontes consideram que as informações fornecidas a Freyberg foram vagas e inadequadas, e indicaram a possibilidade de um desembarque naval; isso comprometeu sua capacidade de responder corretamente à invasão.

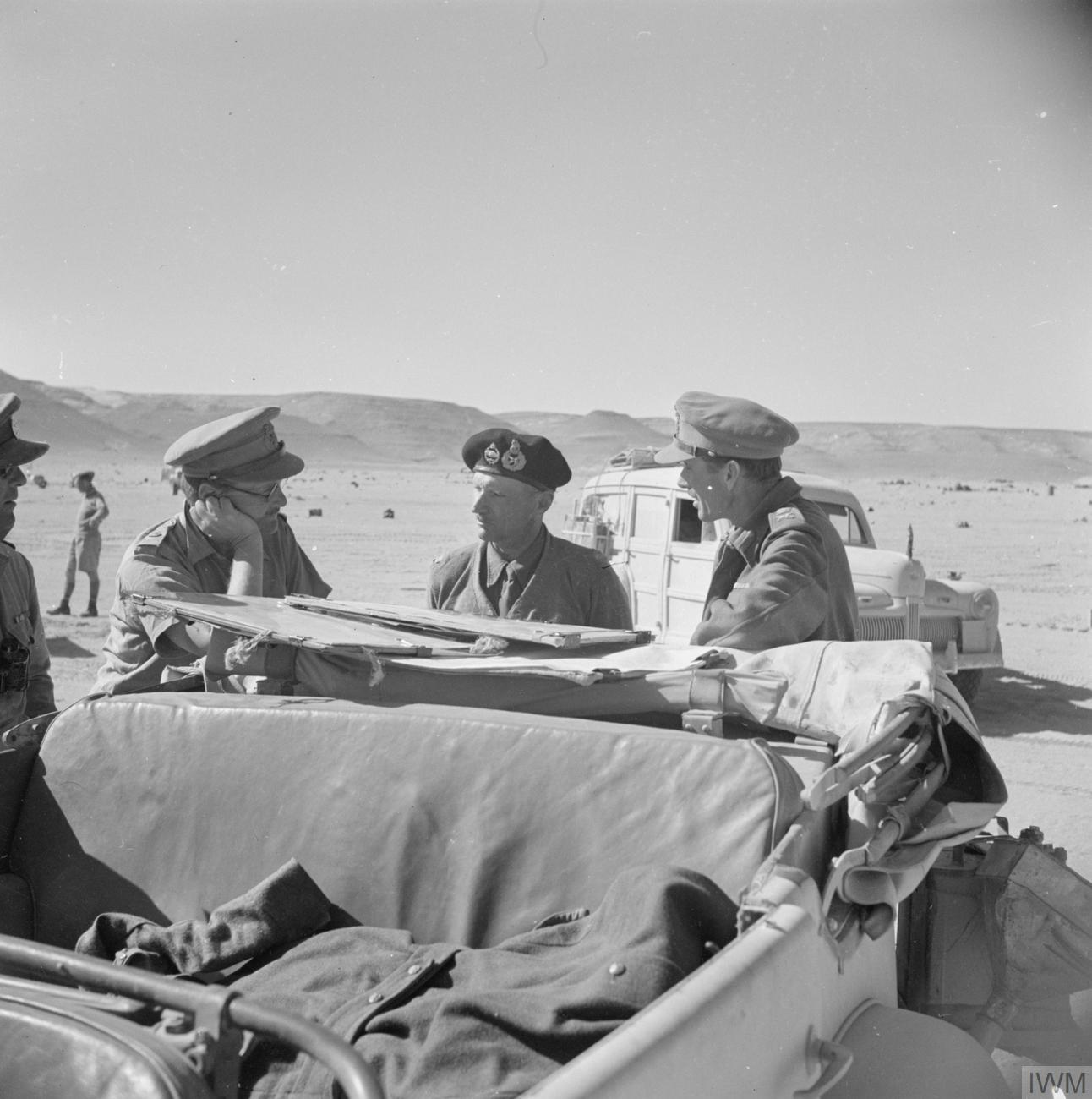
Uma conferência entre o Tenente-General Bernard Montgomery, o Tenente-General Freyberg e o Tenente-General Herbert Lumsden, GOC X Corps, perto de Halfaya Pass antes do comandante do exército passar para a Cirenacia, 24 de novembro de 1942.

Promovido a tenente-general em março de 1942,    e nomeado Cavaleiro Comandante da Ordem do Império Britânico nas Honras de Ano Novo de 1942, Freyberg continuou a comandar a 2ª Divisão da Nova Zelândia através das campanhas do Norte da África e Itália como parte do Oitavo Exército Britânico.  Ele tinha uma excelente reputação como estrategista de nível divisional. Winston Churchill, o primeiro-ministro britânico, descreveu Freyberg como sua "salamandra" devido ao seu amor pelo fogo e por querer estar sempre no meio da ação. Uma explosão de projétil alemão feriu Freyberg na Batalha de Mersa Matruh em junho de 1942, mas ele logo retornou ao campo de batalha.   Freyberg discordou fortemente do seu superior, o general Claude Auchinleck, comandante do Oitavo Exército e insistiu que como comandante de um contingente nacional ele tinha o direito de recusar ordens se essas ordens fossem contrárias ao interesse nacional da Nova Zelândia. Freyberg tinha um bom relacionamento com o general Bernard Montgomery, comandante do Oitavo Exército desde agosto de 1942, que tinha em alta conta o experiente comandante da Nova Zelândia. 

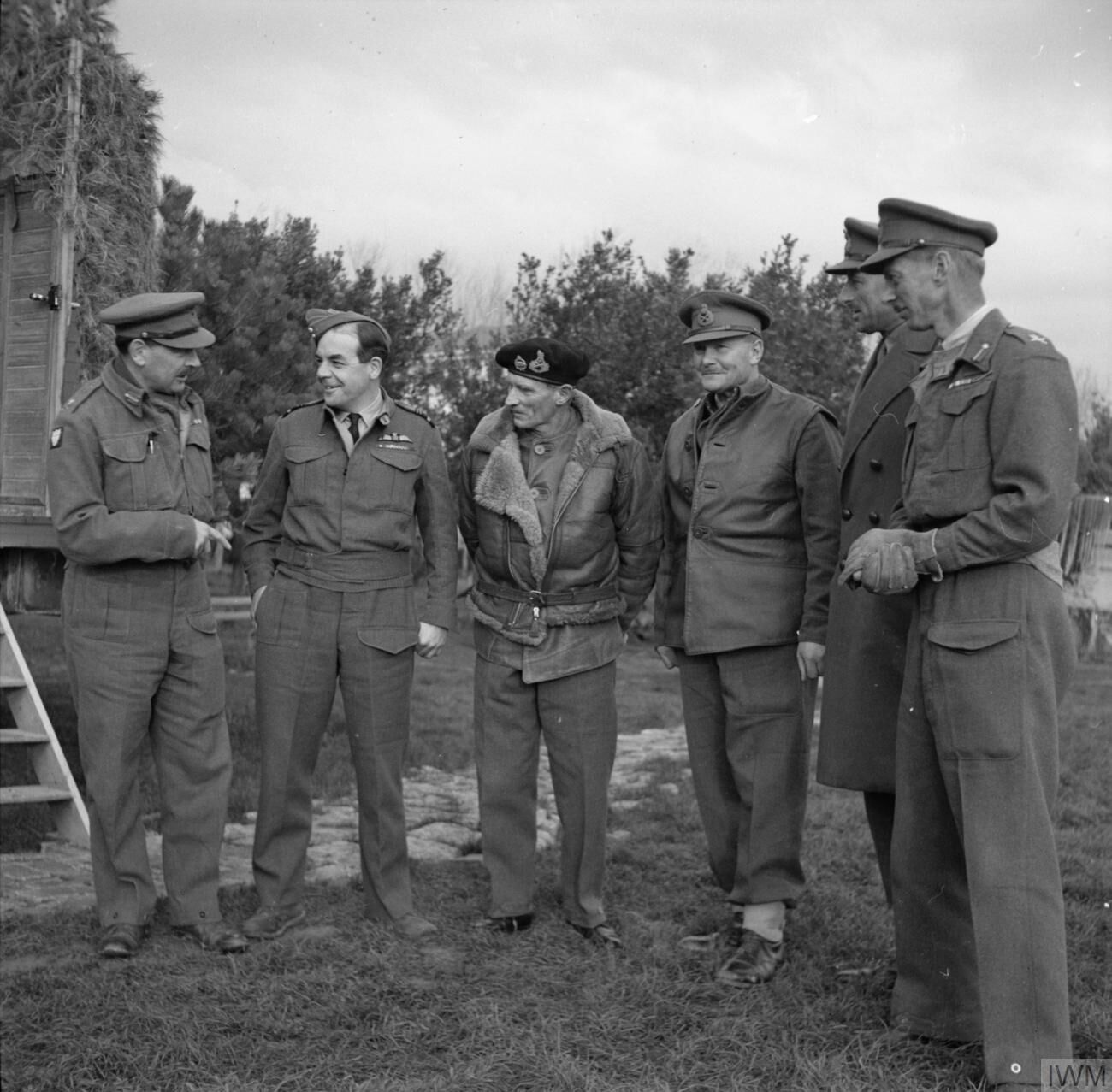
General Sir Bernard Montgomery com seus oficiais superiores no Quartel-General do Oitavo Exército em Vasto, Itália, 1943. Da esquerda para a direita, Freddie de Guingand, Harry Broadhurst, Montgomery, Sir Bernard Freyberg, Miles Dempsey e Charles Allfrey

Na climática Segunda Batalha de El Alamein (outubro-novembro de 1942), a 2ª Divisão da Nova Zelândia desempenhou um papel vital no avanço do Oitavo Exército; por sua liderança, Freyberg foi imediatamente promovido a Cavaleiro Comandante da Ordem do Banho. Durante a perseguição das forças do Eixo à Tunísia, onde se renderam em maio de 1943, ele liderou os neozelandeses em uma série de ganchos de esquerda bem executados para flanquear as linhas de defesa do Eixo. Em abril e maio de 1943, Freyberg comandou brevemente o X Corps.

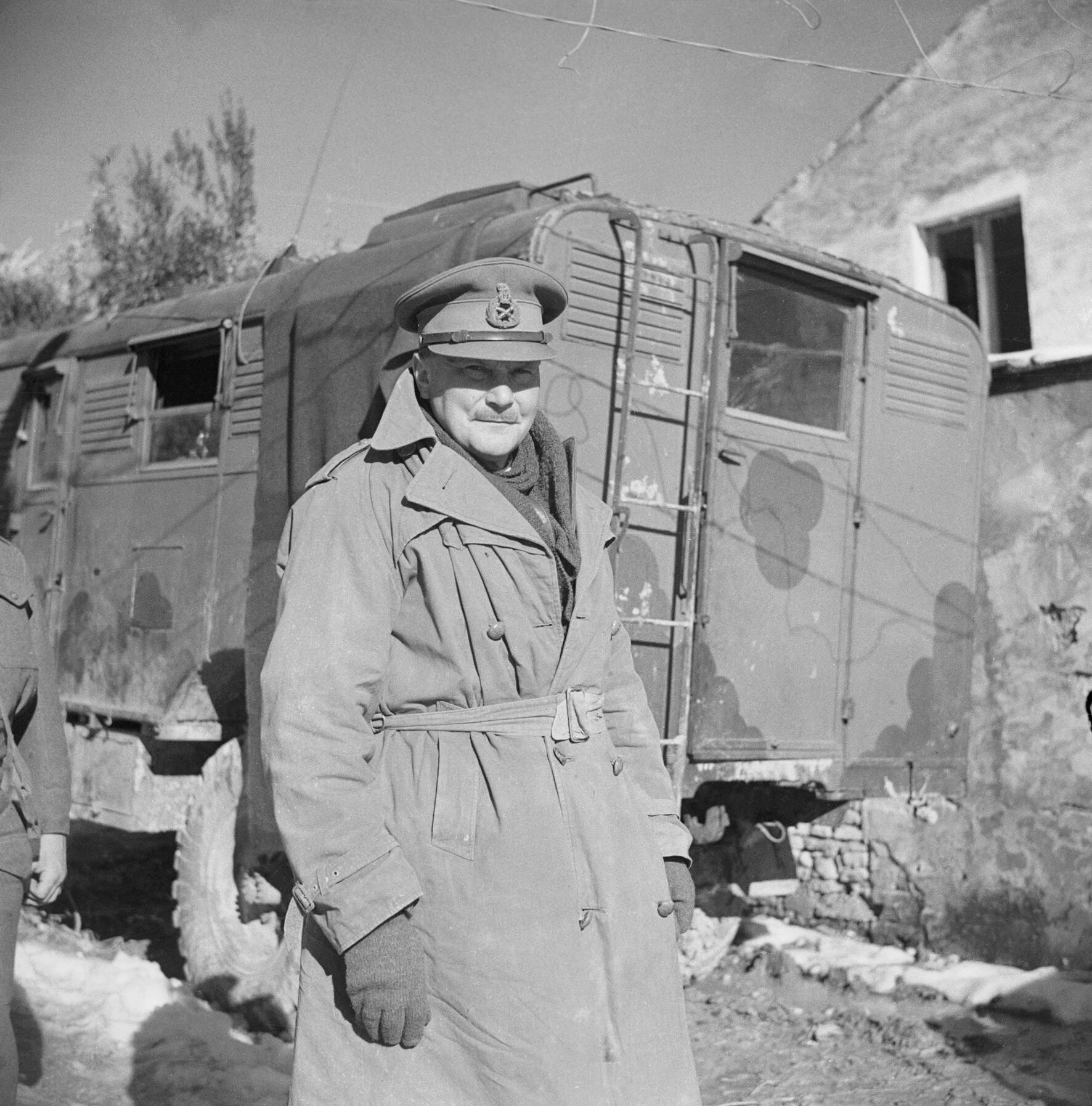
Freyberg em Cassino, Itália, 3 de janeiro de 1944

Freyberg ficou ferido em um acidente de avião em setembro de 1944.  Depois de seis semanas no hospital voltou a comandar a Divisão da Nova Zelândia nas suas operações finais, a ofensiva da Primavera de 1945 em Itália, que envolveu uma série de travessias de rios e um avanço de 400km em três semanas. No momento da rendição alemã, os neozelandeses tinham chegado a Trieste, tendo libertado Pádua e Veneza, onde houve um breve impasse com os guerrilheiros iugoslavos.  Esse sucesso lhe rendeu uma terceira barra em seu DSO em julho de 1945 e ele foi nomeado Comandante da Legião de Mérito dos Estados Unidos.
Freyberg se destacou no planejamento de ataques de bola parada, como na Operação Supercharge em Alamein, na Operação Supercharge II em Tebaga Gap e no ataque à linha Sênio em 1945. As duas ocasiões em que Freyberg comandou a nível de Corpo de exército – em Creta e Monte Cassino – tiveram menos sucesso. Durante toda a guerra, ele mostrou desdém pelo perigo. Ele demonstrou notável preocupação com o bem-estar de seus soldados, adotando uma atitude de bom senso em relação à disciplina e garantindo o estabelecimento de equipamentos sociais para seus homens. Ele havia se tornado um comandante muito popular entre as tropas da Nova Zelândia, junto com o povo e o governo, quando deixou o comando em 1945. 

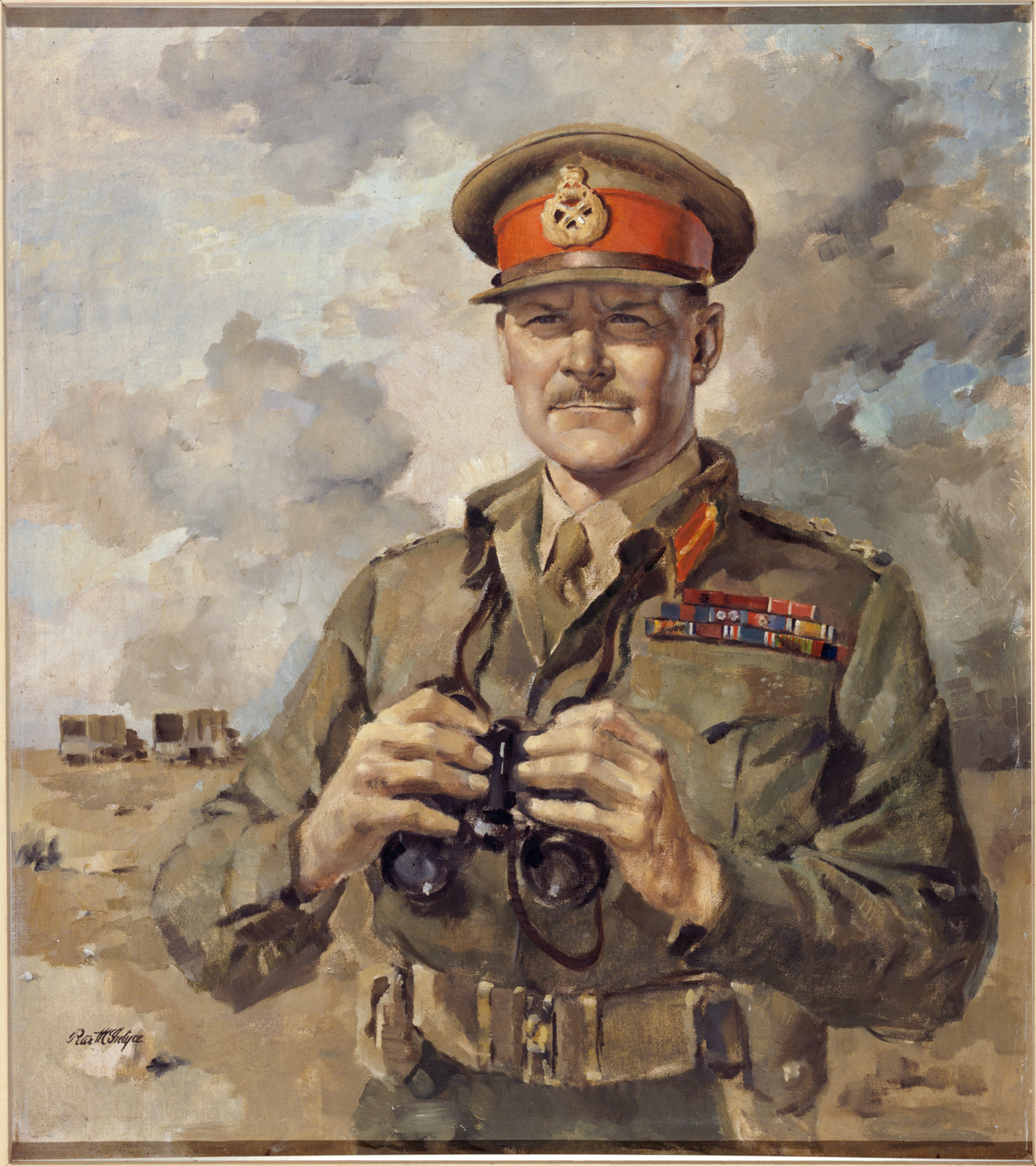
Um retrato de Freyberg, executado por Peter McIntyre, um artista de guerra oficial da 2NZEF

Freyberg está intimamente associado à controversa decisão de bombardear o antigo mosteiro de Monte Cassino em fevereiro de 1944. Freyberg, comandando as tropas que travaram o que mais tarde ficou conhecido como a Segunda e Terceira Batalhas de Monte Cassino, convenceu-se de que a abadia, fundada em 529 d.C., estava sendo usada como reduto militar. A análise de um dos comandantes divisionais de Freyberg, o major-general Francis Tuker da 4ª Divisão de Infantaria Indiana, concluiu num memorando a Freyberg que, independentemente de o mosteiro ter sido ocupado pelos alemães, deveria ser demolido para evitar a sua ocupação. Ele ressaltou que com 46m, paredes altas em alvenaria no mínimo 3m de espessura, era impossível para os engenheiros invadirem e que o bombardeio com bombas "blockbuster" seria a única solução desde 450kg seriam “quase inúteis”. O general Sir Harold Alexander, comandante do 15º Grupo de Exércitos (mais tarde os Exércitos Aliados na Itália), concordou com o bombardeio (que não empregou bombas de grande sucesso).  Após a destruição do mosteiro, as ruínas foram ocupadas pelas forças alemãs, que ocuparam o cargo até 18 de maio. Após a guerra, o abade do mosteiro e outros monges afirmaram que as tropas alemãs não ocuparam o interior da abadia e que esta não estava a ser utilizada para fins militares.

## Pós-guerra

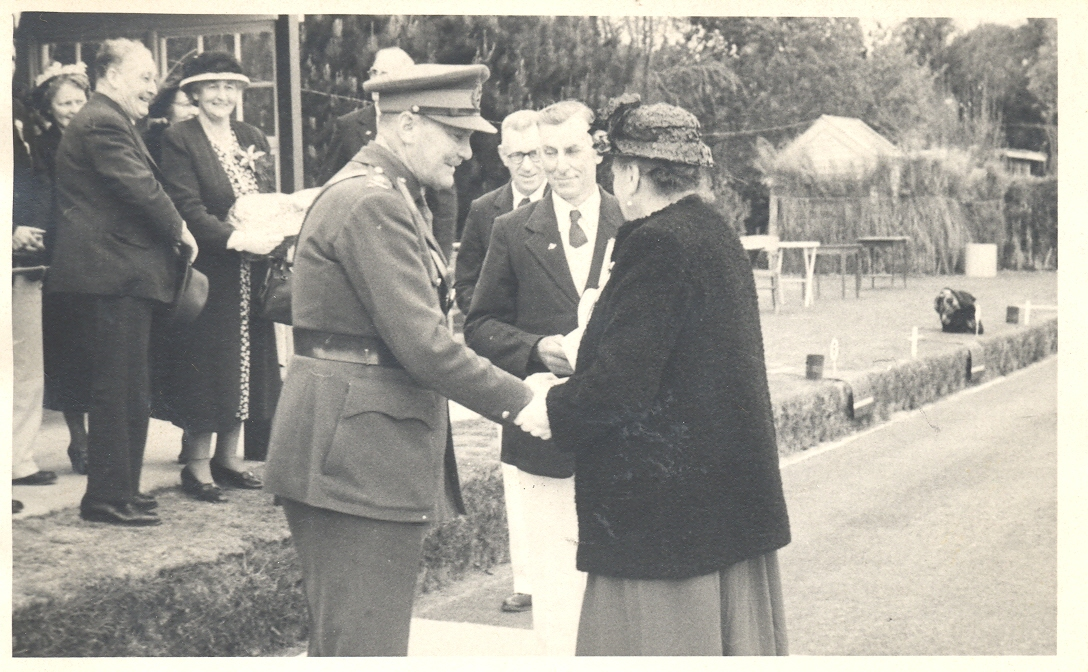
Governador Geral Sir Bernard Freyberg em 1950

Freyberg renunciou ao comando da divisão da Nova Zelândia, em 22 de novembro de 1945, tendo aceitado um convite para se tornar Governador-Geral da Nova Zelândia - o primeiro com educação neozelandesa. Ele deixou Londres para assumir seu novo cargo em 3 de maio de 1946, após ser feito Cavaleiro da Grã-Cruz da Ordem de São Miguel e São Jorge. Ele se aposentou do exército em 10 de setembro de 1946.
Freyberg serviu como Governador-Geral da Nova Zelândia de 1946 a 1952. Neste cargo desempenhou um papel muito ativo, visitando todas as partes da Nova Zelândia e suas dependências.
Em 1º de janeiro de 1946 Freyberg foi nomeado Cavaleiro da Ordem de São João; sua esposa, Bárbara, foi nomeada Dama da ordem ao mesmo tempo.

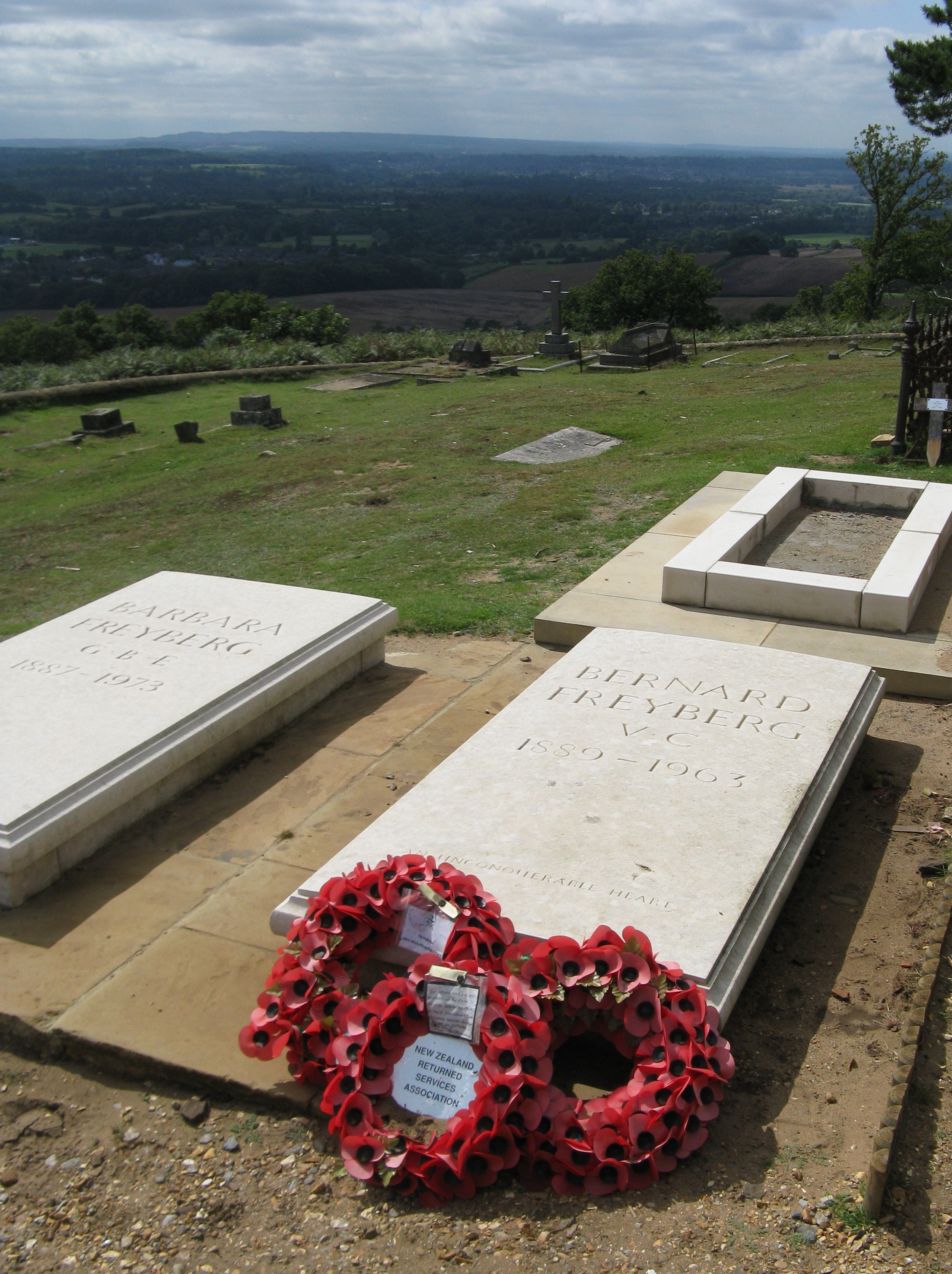
Túmulo de Freyberg no cemitério de St Martha on the Hill, perto de Guildford, Surrey

O rei Jorge VI elevou Freyberg ao título de nobreza como Barão Freyberg de Wellington na Nova Zelândia e de Munstead no condado de Surrey em 1951.
Após o término de seu mandato como governador-geral da Nova Zelândia, Freyberg retornou à Inglaterra, onde ocupou frequentemente cargos na Câmara dos Lordes. Em 1 de março de 1953 tornou-se Vice-Condestável e Tenente-Governador do Castelo de Windsor; ele fixou residência em Norman Gateway no ano seguinte.
Freyberg morreu em Windsor em 4 de julho de 1963, após a ruptura de um de seus ferimentos de guerra, e foi enterrado no cemitério da igreja de St Martha on the Hill, perto de Guildford, Surrey.  Sua esposa está enterrada ao seu lado, e seu filho, que recebeu o MC, no final de seus túmulos.

## Homenagens

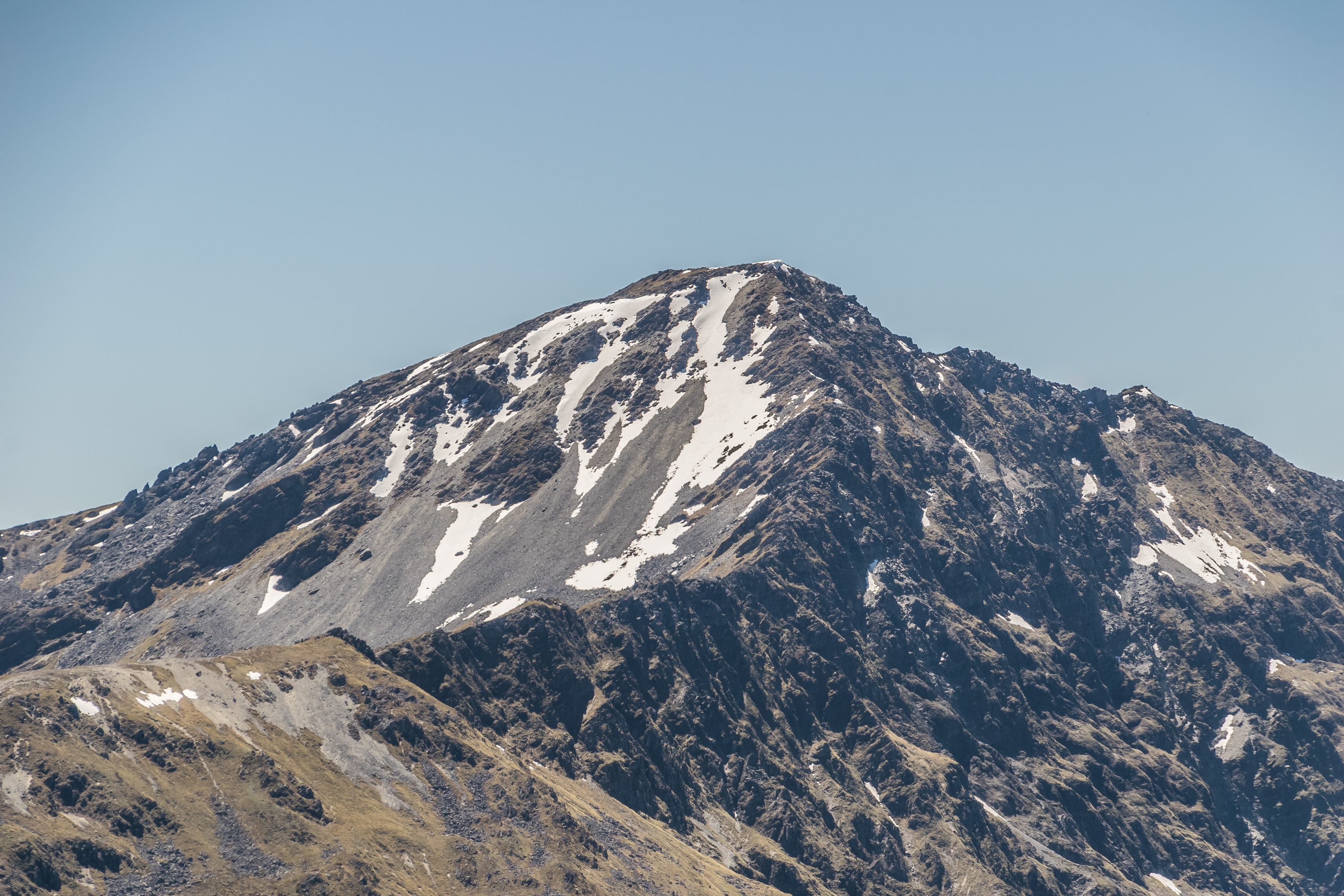
Monte Freyberg, Nova Zelândia

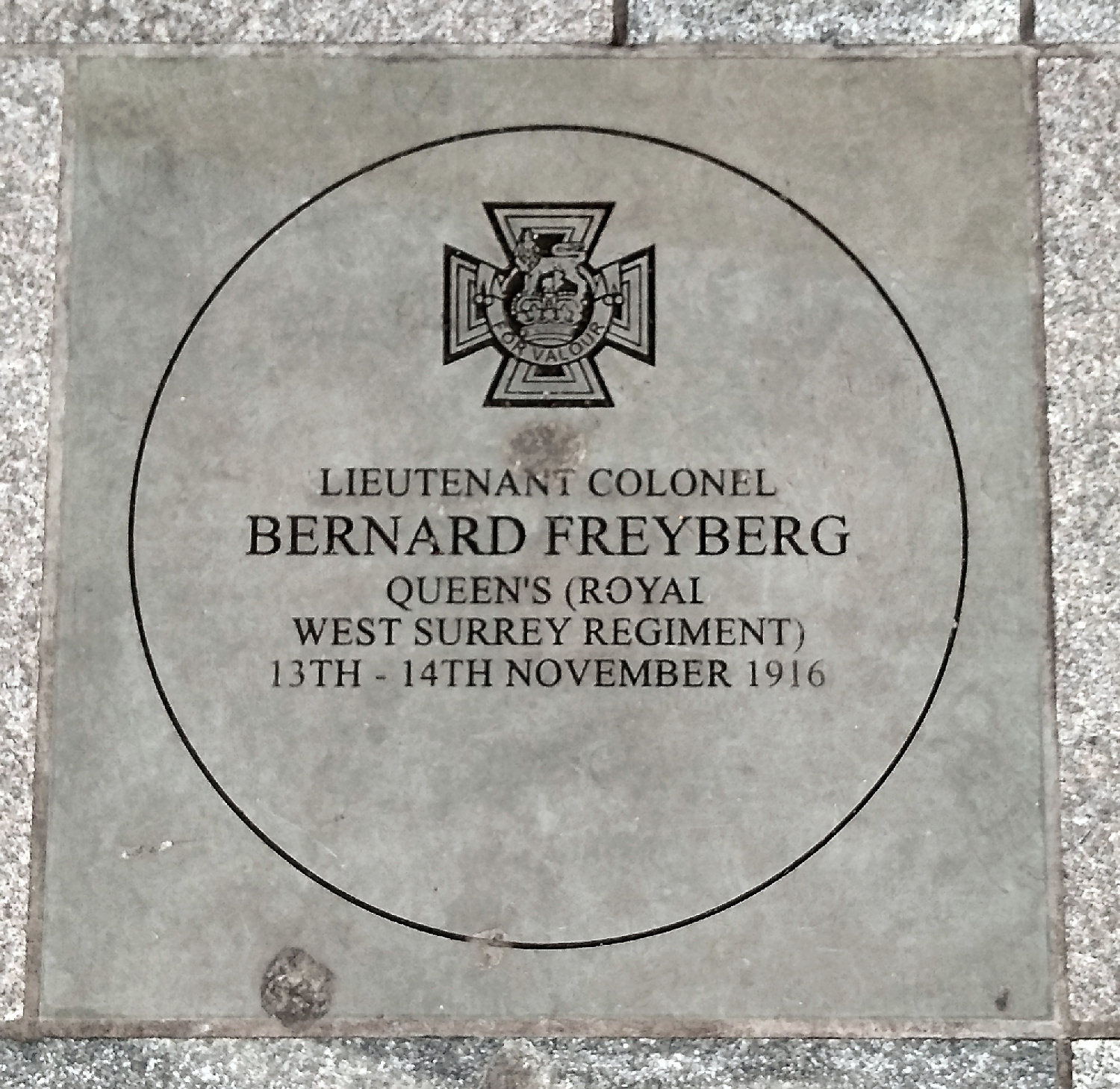
Monumento em homenagem à Victoria Cross de Freyberg fora da estação Richmond, Londres

Atleta e também soldado, ele é homenageado em nome da sede do Ministério da Defesa, de um estádio em Auckland e da piscina de Wellington, local de suas primeiras vitórias. Várias ruas têm o seu nome, incluindo Freyberg Place, em frente à torre Metropolis, no centro de Auckland, onde há uma estátua dele.
O Freyberg Place de Auckland (também conhecido como Freyberg Square) foi inaugurado em 1946; A Piscina Freyberg de Wellington em Oriental Bay foi inaugurada em 1963; e o Freyberg Field de Auckland foi inaugurado em 1965. O Edifício Freyberg de 15 andares em Aitken Street, Thorndon, Wellington, foi construído em 1979. A Freyberg House adjacente, construída por volta de 2007, foi demolida em 2018 após ser danificada pelo terremoto de Kaikoura em 2016. A Freyberg High School em Palmerston North foi inaugurada em 1955.
A Taça Sir Bernard Freyberg é concedida ao vencedor do single scull no Campeonato de Remo da Nova Zelândia.
Em novembro de 2016, uma blue plaque foi inaugurada em 8 Dynevor Road, Richmond, onde ele nasceu, e uma pedra de pavimentação comemorativa VC foi inaugurada a ele fora da estação de Richmond pelo prefeito de Richmond e pelo atual Lord Freyberg.

## Estilos
Nota: Um asterisco (*) indica uma barra para a DSO.
- 1889–1914: Bernard Cyril Freyberg
- 1914–3 de junho de 1915: Comandante (temporário) Bernard Cyril Freyberg, RNVR
- 3 de junho de 1915–Maio de 1916: Comandante (temporário) Bernard Cyril Freyberg, DSO, RNVR
- Maio–Junho de 1916: Capitão Bernard Cyril Freyberg, DSO
- Junho–Julho de 1916: Capitão (Major temporário) Bernard Cyril Freyberg, DSO
- Julho–12 de dezembro de 1916: Capitão (Tenente-Coronel temporário) Bernard Cyril Freyberg, DSO
- 12 de dezembro de 1916–1917: Capitão (Tenente-Coronel temporário) Bernard Cyril Freyberg, VC, DSO
- 1917–1º de fevereiro de 1919: Capitão (Brigadeiro-General temporário) Bernard Cyril Freyberg, VC, DSO
- 1 de fevereiro–7 de março de 1919: Capitão (Tenente-Coronel Brevet; Brigadeiro temporário) Bernard Cyril Freyberg, VC, DSO*
- 7 de março–Junho de 1919: Capitão (Tenente-Coronel Brevet) Bernard Cyril Freyberg, VC, DSO*
- Junho de 1919–1920: Capitão (Tenente-Coronel Brevet) Bernard Cyril Freyberg, VC, DSO**
- 1920–1927: Capitão (Tenente-Coronel Brevet) Bernard Cyril Freyberg, VC, CMG, DSO**
- 1927–1929: Major (Tenente-Coronel Brevet) Bernard Cyril Freyberg, VC, CMG, DSO**
- 1929–1931: Tenente-General Bernard Cyril Freyberg, VC, CMG, DSO**
- 1931–1934: Coronel Bernard Cyril Freyberg, VC, CMG, DSO**
- 1934–1935: Major-General Bernard Cyril Freyberg, VC, CMG, DSO**
- 1935–1941: Major-General Bernard Cyril Freyberg, VC, CB, CMG, DSO**
- 1941–1942: Tenente-General Sir Bernard Cyril Freyberg, VC, KBE, CB, CMG, DSO**
- 1942–1945: Tenente-General Sir Bernard Cyril Freyberg, VC, KCB, KBE, CMG, DSO**
- 1945–1946: Tenente-General Sir Bernard Cyril Freyberg, VC, KCB, KBE, CMG, DSO***
- 1946–1951: Tenente-General Sua Excelência Sir Bernard Cyril Freyberg, VC, GCMG, KCB, KBE, DSO***
- 1951–1952: Tenente-General Sua Excelência O Honorável Lorde Freyberg, VC, GCMG, KCB, KBE, DSO***
- 1952–1963: Tenente-General O Honorável Lorde Freyberg, VC, GCMG, KCB, KBE, DSO***

## Brasão
|                  | Notas                                                               | o brasão de Bernard Freyberg consistem em: (Representação esculpida) |
| Timbre           | Um Demi Lion Gules segurando entre as patas uma Águia exibida Sable |                                                                      |
| Escudo           | Ou em uma palanca-chefe quatro tainhas do campo                     |                                                                      |
| Suporte          | Em ambos os lados uma salamandra propriamente dita                  |                                                                      |
| Lema             | "New Zeal and Honour" (Novo Zelo e Honra)                           |                                                                      |
| Outros elementos | Paquife                                                             |                                                                      |
| Simbolismo       | O lema é uma brincadeira com "Honra da Nova Zelândia"               |                                                                      |